# Carolineatollen

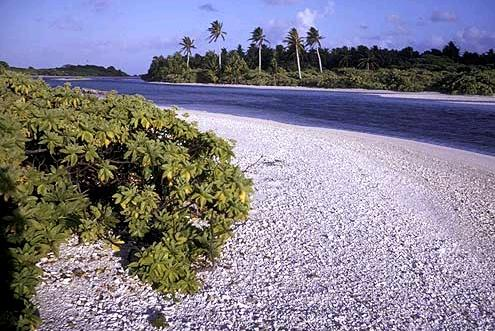
Long Island, i bakgrunden Nake Island.

Caroline-atollen eller Millenniumatollen, även Caroline Island (tidigare bland annat  Thornton Island och Clark Island) är en ögrupp i Polynesien som tillhör Kiribati i Stilla havet.   Den ligger i ögruppen Linjeöarna, i den västra delen av landet, 4 300 km öster om huvudstaden Tarawa.

## Geografi
Carolineatollen är en ögrupp bland Linjeöarna och ligger cirka 1 500 km sydöst om huvudön Kiritimati och cirka 830 km väster om Tahiti. Dess geografiska koordinater är 10°00′ S och 150°14′ V.
Atollen är en grupp obebodda korallöar och har en areal om cirka 3,9 km². Den är långsmal med en längd på cirka 10 km och är cirka 2,3 km bred och omges av flera korallrev. Den högsta höjden är på endast cirka 6 m ö.h.
Atollen ligger längst österut bland Linjeöarna och omfattar 39 öar fördelade på 4 områden.
- South Nake Islets,  7 öar
- Central Leeward Islets, 11 öar
- Southern Leeward Islets, 5 öar
- Windward Islets, 13 öar

de största öarna är
- South Island, cirka 1,04 km², i den södra delen
- Long Island, cirka 0,76 km², cirka 4,2 km lång, i den nordöstra delen
- Nake Island, cirka 1,07 km², i den norra delen

Såväl Nake Island som Long Island har sötvatten i form av akviferer.
Atollen är hemvist för en stor koloni av kokoskrabban (Birgus latro, världens största levande leddjur) och en rad sjöfåglar, bland annat olika arter av sottärna, fregattfåglar och tärnor.

### Ett urval av öar
- - Arundel Islet (en ö)
  - Bird Islet (en holme)
  - Brothers Islet (en ö)
  - Emerald (en ö)
  - Long Island (en ö)
  - Motu Ana-Ana (en ö)
  - Motu Mannikiba (en ö)
  - Nake Island (en ö)
  - Pig Islet (en holme)
  - Shark (en ö)
  - South Island (en ö)
  - Tridacna (en ö)
  - Windward (en ö)

## Historia
Ön har tidigare troligen bebotts av polynesier. Den blev känd för européerna den 21 februari 1606 genom portugisiske Pedro Fernández de Quirós, och återupptäcktes den 16 december 1795 av brittiske William Robert Broughton som då namngav den Caroline Island.
USA gjorde anspråk på ön 1856 men 1868 annekterades ön av Storbritannien som senare införlivade den i det Brittiska Västra Stillahavsterritoriet.
Mellan åren 1872 och 1895 bröts guano på området.
1979 gjordes hela ögruppen till naturskyddsområdet Caroline Atoll och samma år införlivades ön i den nya nationen Kiribati.
1995 deklarerade Kiribati att hela dess territorium har samma datum och tid som Gilbertöarna, även Phoenix- och Linjeöarna som då låg på andra sidan den internationella datumgränsen. I praktiken flyttade man datumgränsen cirka 1000 km österut.